# Zona de la Falla de San Jacinto
La Zona de la Falla de San Jacinto (en inglés: San Jacinto Fault Zone) es una importante zona de fallas de desgarre que atraviesa los condados de San Bernardino, Riverside, San Diego e Imperial, en el sur de California al oeste de los Estados Unidos. El sector es un componente de la más grande falla de San Andrés y se considera que es la zona de una falla de mayor actividad sísmica en la zona. Juntos alivian la mayoría de la tensión entre el Pacífico y las placas tectónicas de América del Norte .
El SJFZ en sí consta de muchos segmentos de fallas individuales, algunas de las cuales sólo han sido individualizados tan recientemente como en la década de 1980 , pero la actividad a lo largo de la línea de fallas se ha documentado desde la década de 1890.